# Kochankowie mojej mamy
Kochankowie mojej mamy – polski film obyczajowy z 1985 r. w reżyserii Radosława Piwowarskiego. Scenariusz napisali Radosław Piwowarski i Janina Zającówna, muzykę – Seweryn Krajewski, a autorem zdjęć był Zdzisław Kaczmarek. Premiera filmu miała miejsce 2 maja 1986 roku.
W 1986 r. film zdobył nagrody za scenariusz oraz reżyserię na Festiwalu Polskich Filmów Fabularnych.

## Fabuła
Rafał opiekuje się swoją mamą, kiedy wraca ona do domu pijana. W szkole koledzy dokuczają mu, a nauczycielka przyłapuje, jak kradnie koleżankom śniadanie. Matka robi awanturę dyrektorowi. Rafał opuszcza szkołę. Pan Witek, z którym matka jest właśnie związana, znajduje dla chłopca nową szkołę. W trudnych sytuacjach Rafałowi pomaga sąsiadka, pani Lena, wdowa sprzedająca nielegalnie alkohol. W szkole uczy się dobrze, ale stale wpada w konflikty. Kiedy dyrektorka radzi matce, by udała się do poradni zdrowia psychicznego, ta wpada w furię i Rafał opuszcza kolejną szkołę. Po spędzonych razem beztrosko i szczęśliwie Świętach Bożego Narodzenia matka ma atak, bo Rafał wyrzucił leki i schował kluczyk od szafki z alkoholem, chłopiec trafia do domu dziecka. Pewnego dnia Rafał jedzie do domu, w którym zastaje pana Witka i matkę spodziewającą się dziecka. Chłopiec jest zrozpaczony i rozgoryczony, bo matka dała mu słowo, że to on jest jedynym mężczyzną jej życia. Wraca do domu dziecka. Po rozdaniu świadectw przyjeżdża po Rafała matka z panem Witkiem. Chłopiec nie akceptuje ich związku. Pan Witek zdenerwowany odjeżdża. Matka i syn idą ulicą. Za rogiem czeka na nich pan Witek. We troje ruszają przed siebie.

## Obsada
- Krystyna Janda – Krystyna Traczyk
- Rafał Węgrzyniak – Rafał Traczyk
- Bohdan Smoleń – Stasio
- Krzysztof Zaleski – Witek
- Zdzisław Kuźniar – Józio
- Hanna Skarżanka – Lena
- Stanisław Brudny – dyrektor
- Ewa Worytkiewicz – nauczycielka
- Iwona Słoczyńska – dyrektorka
- Wanda Wieszczycka – polonistka
- Agata Rzeszewska – kuratorka
- Halina Wyrodek-Dziędziel – dozorczyni
- Ewa Telega – pielęgniarka
- Wojciech Skibiński – sierżant
- Jowita Miondlikowska – Beata